# Educación ética
La educación ética es un tipo de educación que contempla diversos aspectos de la ética.
Cada sociedad forma una idea de aquello en que consiste la riqueza del hombre y cual vida es digna o indigna de llamarse humana. La educación en ética adquiere, por esta razón, marcos que atrapan la sociedad en su conjunto y, esto va, desde lo axiológico, pedagógico, psicológico, ideológico y lo sociocultural, entendiendo en este último contexto la educación en la comunidad y más específico en la familia. Juegan un importante papel las instituciones y organizaciones, así como los medios de difusión masiva. La educación en ética incluye la educación en valores aunque no la agota. Ella necesita enfocar su contenido a garantizar un modo de vida digno, acentuando su función en el enriquecimiento de la vida espiritual del hombre. La educación en ética debe estructurarse teniendo en cuenta la utilización órganica del tiempo como criterio de progreso de la personalidad. La historia de los hombres no es el tiempo, es su actividad. Por esta razón las políticas orientadas a elevar el bienestar de las personas no deben encerrar en sí sólo el aumento del nivel de vida sino de estímular la comunicación y el contacto entre la gente según sus intereses comunes durante el tiempo libre que deja el trabajo principal.
Es la educación en ética que se imparte en los centros de enseñanza. Puede articularse a través de asignaturas como filosofía, religión, catequesis, ciencias sociales y ética, además de formaciones específicas (educación sexual, para la no-discriminación, etc.) y en tutoría. Los temas de ética se tratan de forma transversal en el resto de materias de la educación formal, sean comunes u optativas. La educación ética y en valores puede ser entendida como una reflexión sobre la moral, o como un espacio para practicarla, entendiendo moral como la práctica de los valores de una comunidad determinada.
La existencia de las normas morales siempre ha afectado a la persona humana, ya que desde pequeños captamos por diversos medios la existencia de dichas normas, y de hecho, siempre somos afectados por ellas en forma de consejo, de orden o en otros casos como una obligación o prohibición, pero siempre con el fin de tratar de orientar e incluso determinar la conducta humana...
Los niños y jóvenes tienden a adquirir mejor el aprendizaje con ejemplos que con palabras y lecturas. Es por eso que dentro del ámbito educativo los docentes que actúan con ética ante sus alumnos, profesores y funcionarios escolares pasan un importante modelo de comportamiento ético de modo que puedan crear una base para insertarse el día de mañana en la sociedad de una forma sana.